# Дани, Саид Абдуллахи
Саид Абдуллахи Дани (сомал. Saciid Cabdullaahi Daani, араб. سعيد دني‎; род. июль 1967 или 1966, Могадишо), также известен как Саид Дени или Саид Дани — сомалийский политический деятель, действующий президент Пунтленда с 8 января 2019 года.
Ранее с 17 января 2014 года он занимал пост министра планирования Сомали. Также был кандидатом в президенты в гонке за пост президента Сомали в 2017 году. 

## Министр планирования

### Назначение
17 января 2014 года премьер-министр Абдивели Шейх Ахмед назначил Дани новым министром планирования Сомали. Он сменил на этом посту Махмуда Хасана Сулеймана.

### Сотрудничество между Японией и Сомали
В марте 2014 года Дани и сомалийская правительственная делегация, включающая президента Хасана Шейха Мохамуда, министра иностранных дел и международного сотрудничества Абдирахмана Дуале Бейле и министра общественных работ и реконструкции Надифо Мохамеда Османа, совершили четырёхдневный визит в Токио, где они встретились с послом Тацуси Терадой и другими высокопоставленными японскими правительственными чиновниками. Президент Махмуд и его делегация также посовещались с премьер-министром Синдзо Абэ, чтобы обсудить укрепление двусторонних отношений, а также подготовку кадров для сомалийских специалистов по животноводству и развитию сельского хозяйства. Визит завершился объявлением Абэ о том, что его администрация выделит 40 миллионов долларов на восстановление полицейских сил Сомали, оказание чрезвычайной помощи и создание рабочих мест. Махмуд выразил признательность японскому правительству за активизацию его двусторонней поддержки и предложил, чтобы инициативы в области развития были сосредоточены на профессиональной подготовке молодежи и женщин, подготовке кадров в области морского и рыбного хозяйства, развитии рыбохозяйственной и сельскохозяйственной инфраструктуры, а также поддержке информационно-коммуникационных технологий.

### Перепись населения
В сентябре 2014 года министерство планирования и международного сотрудничества опубликовало предварительную перепись населения Сомали. Это первая подобная правительственная инициатива за последние два десятилетия. ЮНФПА оказал министерству помощь в осуществлении этого проекта, который планируется завершить в преддверии запланированного плебисцита и местных и национальных выборов в 2016 году. По словам министра планирования Мохаммеда и заместителя премьер-министра Ридвана Хирси Мохамеда, перепись будет способствовать реализации Vision 2016 и общих проектов развития в стране. Министерство планирования также сообщило, что предварительные данные переписи свидетельствуют о том, что в стране проживает около 12 360 000 человек, и что оно планирует провести перепись сомалийских экспатриантов.

### Суверенитет Сокотры
Правительство Сомали ранее заявляло о претензиях на острова Сокотра в проливе Гвардафуй. Территориальные претензии напрямую затрагивают Пунтленд, так как архипалаг находится прямо у пунтлендского города Береда. Во время пребывания Саида Дени на посту президента в середине 2020 года вопрос о суверенитете Сокотры снова вышел на первый план, и ОАЭ заявили, что признают остров сомалийским, если сомалийское правительство окажет поддержку его усилиям в Йемене.